# بنیان اطلاعاتی مدیریتی
بنیان اطلاعاتی مدیریتی که به صورت مخفف ام‌آی‌بی یا MIB خوانده می‌شود، عبارت است از ساختار داده‌ای استاندارد که در اس‌ان‌ام‌پی برای نمایش وضعیت دستگاه مربوطه در شبکه یا کنترل آن مورد استفاده قرار می‌گیرد.
http://www.translation-please.com/dictionarymeaning.cfm?dictionaryid=221%5Bپیوند+مرده%5D <-- میب و نه ام آی بی!